# Alvan Flanders

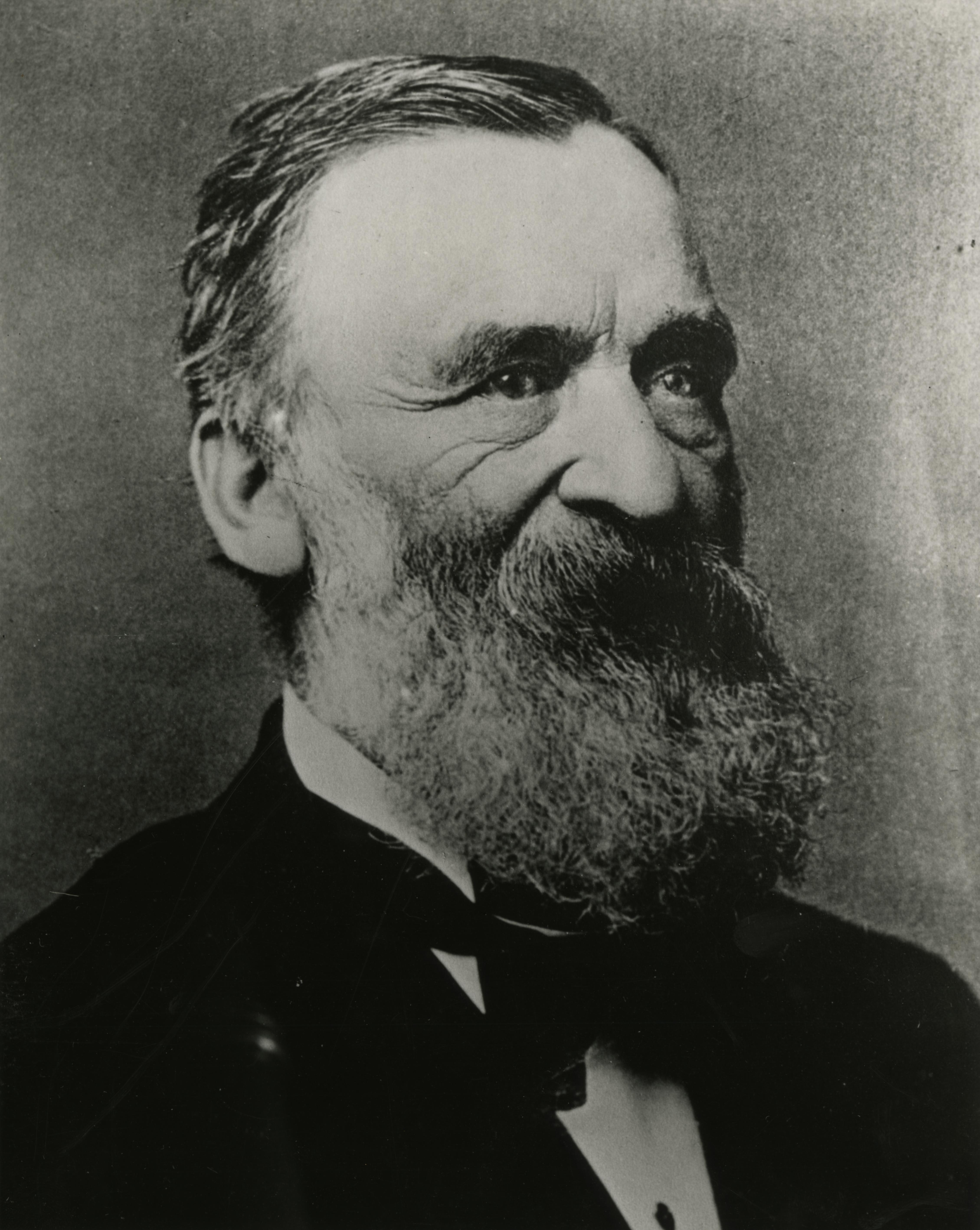
Alvan Flanders

Alvan Flanders (* 2. August 1825 in Hopkinton, Merrimack County, New Hampshire; † 14. März 1884 in San Francisco, Kalifornien) war ein US-amerikanischer Politiker (Republikanische Partei) und von 1869 bis 1870 der achte Gouverneur des Washington-Territoriums.

## Leben und Wirken
Flanders besuchte die öffentlichen Schulen seiner Heimat und beschäftigte sich dann in Boston mit dem Maschinenhandel. Im Jahr 1851 zog er ins Humboldt County in Kalifornien. Dort stieg er in das Holzgeschäft ein. 1859 zog er nach San Francisco, wo er Mitbegründer der Zeitung „San Francisco Daily Times“ wurde.
1861 wurde er Abgeordneter in der California State Assembly. Im gleichen Jahr war er bei der dortigen Bundesprägestelle (Münze) angestellt. Im Jahr 1863 verließ Flanders Kalifornien und ließ sich in Wallula im Washington-Territorium nieder. Dort war er von 1865 bis 1867 Leiter der Poststelle. Zwischen dem 4. März 1867 und dem 3. März 1869 vertrat er sein Territorium als nicht stimmberechtigter Delegierter im Repräsentantenhaus der Vereinigten Staaten in Washington. Nach Ablauf der Legislaturperiode wurde er von US-Präsident Ulysses S. Grant als Nachfolger von Marshall F. Moore zum neuen Gouverneur des Washington-Territoriums ernannt. Dieses Amt behielt er bis 1870. Danach zog er wieder nach San Francisco, wo er bis zu seinem Tod im Jahr 1884 seinen privaten Interessen nachging.